# 汕头海关关史陈列馆
潮海关旧址，位于广东省汕头市金平区外马路2号。该建筑建成于1921年，原为潮海关办公楼，是汕头开埠以来最早的建筑之一，现为汕头海关关史陈列馆。2010年5月被列入第六批广东省文物保护单位。2019年10月16日，潮海关旧址獲中華人民共和國國務院正式核定為第八批全国重点文物保护单位的234處近現代重要史跡及代表性建築之一。

## 历史
1856年，英法联军发动第二次鴉片戰爭并于1858年在大沽口战役中攻占大沽炮台，兵临天津。清政府被迫与列强签订天津条约，条约划潮州为通商口岸。但由于潮州城区民众强烈反抗，使得外国人主动放弃在潮州城区贸易，改而选择了相对安全的澄海县所属沙山头埠为通商口岸。1860年1月1日（咸丰九年十二月初九），在筹办海关过程中允许美国先行开市。7月26日（咸丰十年六月初九日），潮海关（正式名称为“汕头新关”）正式在妈屿岛开关，美国驻华公使华若翰之弟华为士（William Wallace Ward）被任命为潮海关第一任税务司，而前陵水县知县俞恩益被清政府户部任命为潮海关第一任海关监督。潮州“沙山头埠”正式开埠，更名“汕头”，成为全国第三个、全省第二个设海关的口岸。潮海关关区西起香港，东至南澳岛东部南澎岛。
1865年（同治四年）总税务司通令，潮海关在从妈屿迁至今汕头居平路口办公。1888年（光绪十四年），澄海县府划现外马路以南约140亩海滩给潮海关。潮海关在海滩填地（俗称为“海关填地”）。1919年，潮海关新址在海关填地开始动工，1921年竣工投入使用，即是现在潮海关旧址所在地。直至1988年，该建筑一直为潮海关和之后的汕头海关总部所在地。1994年10月潮海关旧址被汕头市人民政府公布为市级文物保护单位。2006年12月，汕头海关开始对建筑进行原貌修复，建成为汕头海关关史陈列馆，并于2008年10月22日正式对外开放。2010年5月，潮海关旧址被列入第六批广东省文物保护单位。

## 沉船
日本號沉没：1874年12月17日（同治十三年）於清朝廣東省汕頭對開64公里失火沉沒。391名中國人死亡，4名外國人死亡。此船由加州三藩市開往英屬香港，經日本橫濱，乘客大多為賺滿錢回鄉的美國和日本華工，來自廣東台山尤多。後來英屬香港派出John Roberts船長打撈沉船財物，由於沉船、打撈海域屬潮海关管轄，潮海关載有很多史料。

## 建筑风格
潮海关旧址建筑面积1556.2平方米，为二层楼钢筋混凝土结构，走廊环绕四周，内部装饰考究，正门楼顶有大钟一座。